# Gace Brulé
Gace Brulé (1160 circa – dopo il 1213) è stato un troviero francese originario della regione di Champagne.
Il suo nome è semplicemente una descrizione del suo blasone. Posseva terre a Groslière e aveva rapporti con i cavalieri templari; ricevette inoltre una donazione dal futuro Luigi VIII. Questi fatti sono noti dai documenti del tempo. Il resto della sua storia è stata attinta dalla sua poesia.
Si è generalmente asserito che egli avesse insegnato a Thibaut di Champagne l'arte della versificazione, un'ipotesi fondata su un'asserzione contenuta nelle Chroniques de Saint-Denis: 
Ciò è stato considerato come la prova della collaborazione tra i due poeti.
Il passo avrebbe portato all'interpretazione che insieme a quelle di Gace le canzoni di Thibaut erano le migliori fino allora conosciute. Paulin Paris, nell'Histoire littéraire de la France (vol. xxiii.), cita un numero di fatti che fissa una data più recente per le canzoni di Gace, autore tra l'altro del più antico jeu parti conosciuto. Gli interlocutori sono Gace e un conte di Bretagna, identificato con Goffredo di Bretagna, figlio di Enrico II d'Inghilterra.
Gace sembra essere stato bandito dallo Champagne e avere trovato rifugio in Bretagna. Un atto datato 1212 attesta un contratto tra Gatho Bruslé (Gace Ernie) e i templari per un appezzamento di terra a Dreux. Sembra più probabile che Gace morisse prima del 1220, massimo nel 1225.
Dante cita una canzone di Gace, Ire d'amor qui en mon over repaire, che attribuisce erroneamente a Thibaut di Navarra